# Grevillea levis
Espèce
Classification phylogénétique
Grevillea levis est une espèce d'arbuste de la famille des Proteaceae endémique dans le sud-ouest de l'Australie-Occidentale. Il peut mesurer jusqu'à 1 à 2 mètres de hauteur et produit des fleurs blanches ou crème teintées de rose entre mai et octobre (de la fin de l'automne au milieu du printemps) dans son aire naturelle.
L'espèce a été décrite pour la première fois par les botanistes Olde & Marriott en 1994 à partir d'un spécimen cueilli près du mont Churchman.